# Мищихин, Владимир Алексеевич
Владимир Алексеевич Мищихин (18 апреля 1912, Бийск — 2 февраля 1977, Новосибирск) — советский журналист, ответственный редактор по литературному вещанию Новосибирского радио (1937—1941, 1946—1949 и 1953—1958).

## Биография
Родился 18 апреля 1912 года в Бийске. Из семьи служашего. Окончил среднюю школу в Новосибирске, после чего решил заниматься журналистикой. Однако для поступления на журналиста требовался опыт работы в газетах, партийный стаж и т. д. В связи с этим Мищихин как рядовой сотрудник начал практиковаться в новосибирских газетах и журналах («Большевистская смена», «Профработник», «За индустриализацию Сибири», «Трибуна ударника»).
С января 1937 года — ответственный секретарь «Последних известий» Новосибирского радиокомитета, позднее — главный редактор литературно-драматического вещания.
В сентябре 1941 года был призван на службу в Красную армию. Месяц обучался в Ачинске и Красноярске, затем в составе маршевой роты командирован в 183-й стрелковый полк 33-й армии под Москву. В августе 1942 года отправлен политотделом армии в редакцию газеты «За правое дело», в которой служил до завершения войны. С мая 1943 года состоял в ВКП(б).
После службы вновь работал в Новосибирском областном радиокомитете. Был ответственным редактором литературного вещания и одновременно трудился ответственным секретарём в газете «Большевистское племя» (одно из прежних названий «Молодости Сибири»). В июне 1949 года обком ВКП(б) перенаправил его полностью в редакцию этой газеты, которая уже носила другое название — «Сталинское племя».
С 1953 года — редактор политического вещания областного радиокомитета, с 8 января 1958 — ответственный редактор «Последних новостей». 17 января этого года по решению бюро горкома КПСС переведён в редакцию новой городской газеты «Вечерний Новосибирск», где шестнадцать лет занимал должность ответственного секретаря (1958—1974) от первого до пятитысячного номера.

## Награды
Два ордена — Отечественной войны и Красной Звезды, пять медалей, а также 12 благодарностей от Верховного главнокомандующего И. В. Сталина.